# نوویه کاریاودی
نوویه کاریاودی (انگلیسی: Novyye Karyavdy) یک شهرک در شهرستان چکماگوشفسکی استان باشقیرستان کشور روسیه است.